# Дечешме
Дечешме́ или Дехчешме́ (перс. ده چشمه‎) — небольшой город на юго-западе Ирана, в провинции Чехармехаль и Бахтиария. Входит в состав шахрестана Фарсан.
На 2006 год население составляло 4 699 человек.

## География
Город находится в северной части Чехармехаля и Бахтиарии, в горной местности центрального Загроса, на высоте 2 014 метров над уровнем моря.
Дечешме расположен на расстоянии приблизительно 30 километров к юго-западу от Шехре-Корда, административного центра провинции и на расстоянии 380 километров к юго-западу от Тегерана, столицы страны.